# Honna Pura, Shimoga
Honna Pura là một làng thuộc tehsil Shimoga, huyện Shimoga, bang Karnataka, Ấn Độ.